# طوطی آمازون پورتوریکویی
طوطی آمازون پورتوریکویی (نام علمی: Amazona vittata) نام یک گونه از سرده طوطی آمازون است.